# Asma' bint 'Umays
Asma' bint 'Umays (in arabo أسماء بنت عميس‎?; La Mecca, ... – Damasco, 661) è stata una religiosa araba e anche una Sahaba.
Appartenente alla tribù meccana dei Banū Quraysh, fu dapprima sposata a Jaʿfar b. Abī Ṭālib (cugino di Maometto), poi, dopo la sua morte a Muʾta, divenne moglie di Abū Bakr e infine, deceduto costui nel 634, ebbe come terzo marito ʿAlī ibn Abī Ṭālib, fratello di Jaʿfar.

La sua tomba si trova nel cimitero di Bab Saghir a Damasco (Siria).  Fu una donna affascinante, morta poco dopo il marito 661, corrispondente al 40 del Egira.

## Famiglia
Suo padre era ʿUmays b. Maʿād, e sua madre Hind bt. Awf. Era sorella uterina di Maymūna bt. al-Ḥārith, una delle vedove di Maometto.  Sua sorella germana era invece Salma bint 'Umays, andata sposa allo zio del Profeta, Ḥamza b. ʿAbd al-Muṭṭalib.

### Primo matrimonio
Il primo marito Jaʿfar b. Abī Ṭālib apparteneva alla sua stessa tribù ma al clan dei B. Hāshim. Da lui ebbe figli negli anni che precedettero l'Egira, e col marito prese parte alla Piccola Egira nell'Abissinia.
Tornati a Medina dopo la conquista islamica di Khaybar nell'anno 5 E., divenne vedova appena tre anni dopo, quando Jaʿfar fu ucciso a Muʾta, insieme al figlio adottivo di Maometto, Zayd b. Ḥāritha, e ad ʿAbd Allāh ibn Rawāḥa.

### Secondo matrimonio
Dopo un periodo di vedovanza, sposò Abū Bakr, dopo la conclusione dell'Egira. Era presente nella casa di ʿAlī nel momento in cui Fāṭima bt. Muḥammad (Fāṭima al-Zahrāʾ) morì, sei mesi dopo il padre, nel 632.
Asmāʾ, sposa di Abū Bakr e prossima al parto del figlio Muḥammad, non volle rinunciare ad accompagnare il Profeta nel suo ultimo pellegrinaggio (il Pellegrinaggio d'Addio) e fu nel suo corso che ella dette alla luce il figlio, più tardi adottato da ʿAlī dopo la morte di Abū Bakr e il suo matrimonio con Asmāʾ bt. ʿUmays.
Malgrado il parto inducesse uno stato di impurità rituale che rende nullo ogni atto giuridico-religioso (come, tra gli altri, il Pellegrinaggio canonico), Maometto la autorizzò a proseguire il Ḥājj dopo aver effettuato un ghuṣl che la reintegrasse nello stato di purità rituale, malgrado normalmente sia necessario un certo periodo di tempo.

### Terzo matrimonio
Quando anche Abū Bakr morì, Asmāʾ divenne moglie di Ali ibn Abi Talib, il quale volle adottare Muḥammad b. Abī Bakr, che al padre adottivo rimase sempre fedele fino alla morte.

## Lascito morale e spirituale
Considerata una delle donne più dotte in materia religiosa, Asmāʾ è indicata come una "donna del Paradiso"